# Frisse
Le frisse, anche dette fresse o flisse, sono un salume tradizionale del Canavese e del Monferrato, in Piemonte. Sono polpette a base di carne e frattaglie del maiale (cuore e polmone), salsiccia, uova e bacche di ginepro che vengono poi avvolte nell'omento del maiale. Le si cuoce facendole saltare in padella
Le frisse sono ideali come antipasto e possono essere consumate assieme agli altri alimenti tipici del fritto misto alla piemontese.
Nelle Langhe, in Piemonte, vengono preparate le simili grive, che presentano un impasto leggermente più semplice a base di coscia e fegato di maiale.